# August von Hülsen
Friedrich August von Hülsen, ab 1800 Graf von Hülsen, (* 24. August 1779 in Arensdorf (Kreis Gerdauen); †  19. Januar 1858 auf Groß Arnsdorf bei Saalfeld (Kreis Mohrungen)) war ein preußischer Generalmajor sowie Mitglied des Herrenhauses auf Lebenszeit.

## Leben

### Herkunft
August war der Sohn von Georg Friedrich von Hülsen (* 27. Oktober 1744; † 29. Januar 1800) und dessen Ehefrau Katharina Karoline, geborene von Kanitz (* 28. Januar 1750; † 2. August 1830) aus dem Haus Podangen. Sein Vater war Kapitän a. D., Landschaftsrat, Erbherr auf Arensdorf sowie Ritter des Johanniterordens und des Roten Adlerordens. Er wurde 1800 durch König Friedrich Wilhelm III. in den erblichen preußischen Grafenstand erhoben.

### Militärkarriere
Hülsen trat am 1. Oktober 1794 als Gefreitenkorporal in das Dragonerregiment „von Brückner“ der Preußischen Armee ein und avancierte bis Mitte September 1798 zum Sekondeleutnant. In den Jahren 1803/04 besuchte er zudem in Berlin Vorlesungen an der Ecole veterinaire. Während des Vierten Koalitionskrieges nahm Hülsen am Gefecht bei Halle teil und im Gefecht bei Lübeck in Gefangenschaft.
Nach dem Frieden von Tilsit wurde er am 15. Dezember 1807 als Premierleutnant der Kavallerie angestellt, aber im Jahr 1809 mit Halbsold inaktiv gestellt. Am 23. Mai 1812 erhielt er als einer der ersten den St. Johanniter-Orden und wurde am 27. Oktober 1812 dann bei der Gendarmerie angestellt. Am 8. Mai 1813 folgte seine Versetzung in die Adjutantur, wo Hülsen als Adjutant des Generalleutnants von Massenbach fungierte. Während der Befreiungskriege erwarb er bei der Belagerung von Danzig das Eiserne Kreuz II. Klasse und den Orden der Heiligen Anna II. Klasse. Er kämpfte im Gefecht bei Schönfeld und bei der Blockade von Küstrin. Am 20. August 1814 wurde Hülsen zum Rittmeister befördert und zum Adjutanten des Generals von Hiller ernannt.
Nach dem Krieg kam Hülsen am 26. März 1816 als Adjutant in die 2. Division. Dort wurde er am 20. September 1816 mit Patent vom 25. September 1816 zum Major befördert. Am 13. März 1824 wurde er dann Adjutant des Kriegsministers und in dieser Eigenschaft avancierte Hülsen am 30. März 1832 zum Oberstleutnant. Mit der Beförderung zum Oberst ernannte man ihn am 3. April 1834 zum Kommandanten der Festung Weichselmünde. Am 30. März 1837 kam er als 2. Kommandant nach Danzig. In dieser Stellung wurde er am 7. April 1842 zum Generalmajor befördert. Am 11. März 1843 wurde Hülsen unter Verleihung des Roten Adlerorden II. Klasse mit Eichenlaub und einer Pension von 1900 Talern in den Ruhestand versetzt. Er starb am 19. Januar 1858 auf Groß Arnsdorf (Kreis Mohrungen).
Der Kommandierende General von Wrangel schrieb 1840 in seiner Beurteilung: „Ein dienstliebender, sehr zuverlässiger Stabsoffizier, von wissenschaftlicher Bildung und sittlich moralischem Betragen, welche seinen gegenwärtigen Posten vollkommen gut ausfüllt; zu einem höheren und selbständigeren Wirkungskreise mangelt ihm jedoch die erforderliche Kraft und Energie.“

### Familie
Hülsen heiratete am 6. Juni 1824 in Potsdam Charlotte von Brandenstein (* 27. März 1788; † 24. März 1854). Aus der Ehe ging die Tochter Karoline Ernestine Friederike Charlotte Auguste Wilhelmine Elisabeth (* 5. Oktober 1827) hervor, die 1851 den Freiherren Friedrich Printz von Buchau (* 20. Mai 1822) ehelichte. Die Ehe wurde aber wieder geschieden.